# Bakogo
Bakogo (ou Bakore, Bakoko) est un canton (et un village) du Cameroun, situé dans la Région du Sud-Ouest. Il est rattaché administrativement à la commune d'Eyumodjock, dans le département de la Manyu.

## Population
Lors du recensement de 2005 on a dénombré 4 081 personnes dans le canton et 532 dans le village du même nom.